# Closed for the Season
Closed for the Season es una película thriller sobrenatural de 2010 escrita y dirigida por Jay Woelfel, protagonizada por Aimee Brooks, Damian Maffei, y Joe Unger.

## Argumento
Atrapada en un parque de diversiones olvidado, una joven (Kristy) se encuentra aterrorizada por los recuerdos vivos del parque. Debe liberarse de las garras del parque antes de que ella se convierta en su próxima víctima.

## Reparto
- Aimee Brooks como Kristy.
- Damian Maffei como James.
- Joe Unger como The Carny.
- William Waters como Dyrk.
- Alex Gabrielsen como The Lake Monster.
- Mike Nugent como Wackles como El payaso triste.
- Bob Watson como Hackles como El payaso feliz.
- Jim Grega como Cackles como El payaso riendo.
- Will Kinghorn como Louie tel mafioso.